# Don Franklin
Don Franklin (Chicago, Illinois, Estados Unidos; 14 de diciembre de 1960) es un actor estadounidense conocido por sus papeles en seaQuest DSV como el comandante Jonathan Ford, Siete Días como el capitán Craig Donovan, y como uno de los jinetes de la serie Jóvenes Jinetes, Noah Dixon.

## Biografía
Franklin nació y creció en Chicago y se graduó de la escuela secundaria Whitney M. Young Magnet. Al principio él era un bailarín profesional hasta que se convirtió en actor en 1976. Estuvo casado con Sheila Burke, de la cual él se divorció y tuvo una hija y un hijo con su segunda esposa Kristine, de quien ahora está divorciado. 
Franklin actualmente vive y trabaja en Los Ángeles, California.

## Filmografía (Selección)
| Año  | Título             | Título original                         | Personaje        | Notas                  |
| ---- | ------------------ | --------------------------------------- | ---------------- | ---------------------- |
| 1985 | Fast Forward       | Fast Forward                            | Michael Stafford |                        |
| 1989 | The Big Picture    | The Big Picture                         | Todd Marvin      |                        |
| 1997 | Asteroide          | Asteroid                                | Ben Dodd         | película de televisión |
| 2009 | Acoso en las aulas | An American Girl: Chrissa Stands Strong | Sr. Beck         | película para vídeo    |
| 2012 | Any Day Now        | Any Day Now                             | Lonnie           |                        |

| Año         | Título          | Título original  | Personaje                | Notas        |
| ----------- | --------------- | ---------------- | ------------------------ | ------------ |
| 1988 - 1989 | Knightwatch     | Knightwatch      | Calvin Garvey            | 9 episodios  |
| 1989 - 1992 | Jóvenes Jinetes | The Young Riders | Noah Dixon               | 43 episodios |
| 1993 - 1996 | SeaQuest DSV    | SeaQuest DSV     | Comandante Jonathan Ford | 57 episodios |
| 1998 - 2001 | Siete Días      | Seven Days       | Capitán Craig Donovan    | 66 episodios |
| 2006 - 2008 | Day Break       | Day Break        | Randall Mathis           | 4 episodios  |